# Wellington Strait
Die Wellington Strait (deutsch Wellington-Straße) ist eine Meerenge in der Provinz Nunavut im südlichen Teil des kanadisch-arktischen Archipels. Sie verläuft vor der Nordostküste von King William Island zwischen Tennent Island und Matty Island.
Die Meerenge wurde von John Ross während seiner Expedition von 1829 bis 1833 entdeckt und nach Arthur Wellesley, 1. Duke of Wellington benannt.